# Língua bontoc
Bontoc (Bontok) /bɒnˈtɒk/ (também chamada  Finallig) é a língua nativa da etnia Bontoc (Igorot) da Província Montanha do norte das Filipinas.

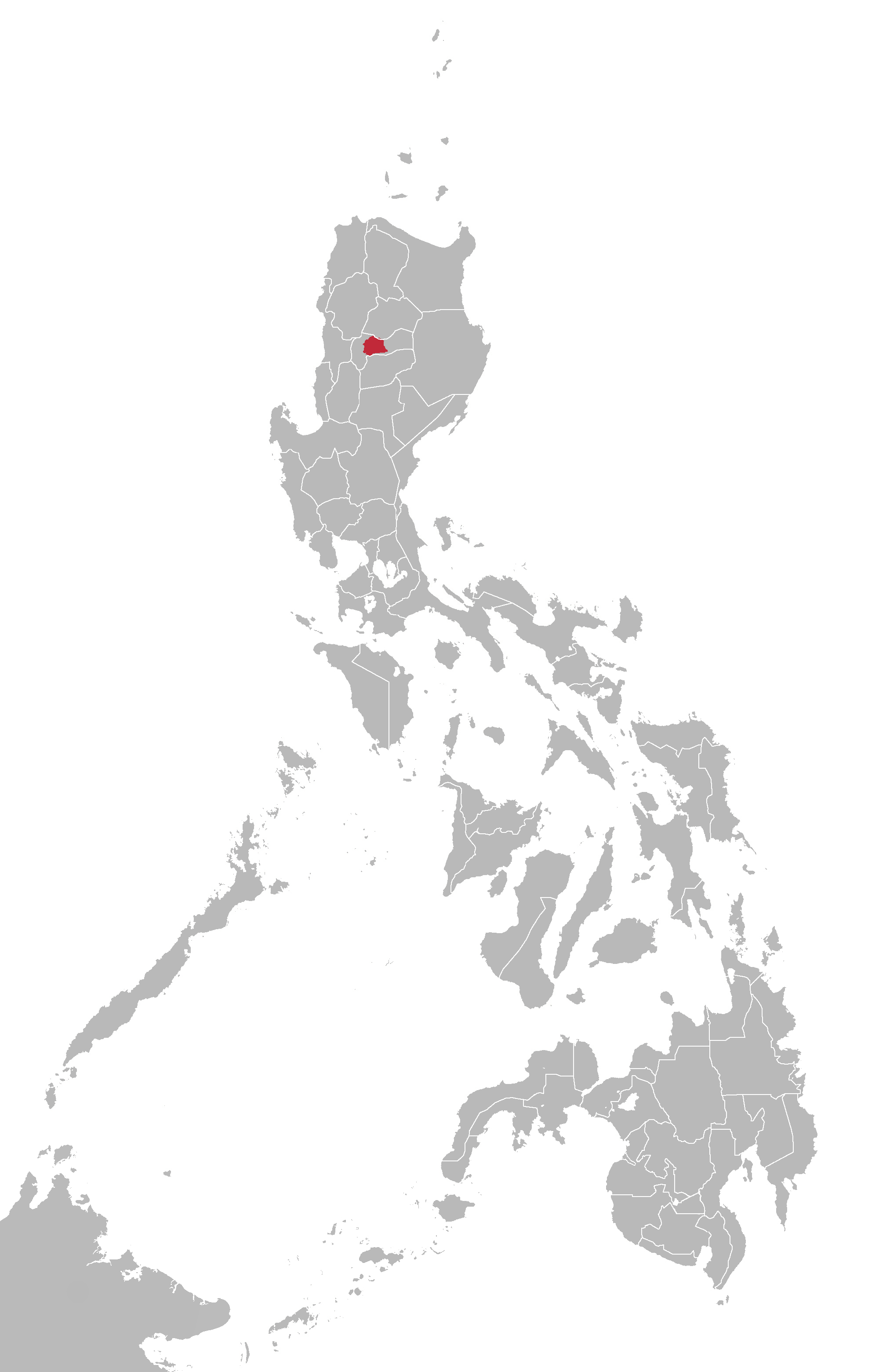
áreas onde Bontoc é falado

Ethnologue reporta os locais para cada um dos 5 dialetos Bontok. População de falantes cf. censo 2007:.
- Bontok Central : falado na municipalidade Bontoc, Província Montanha (vilas Bontoc ili, Caluttit, Dalican, Guina-ang, Ma-init, Maligcong, Samoki, Tocucan). 19.600 falantes
- Bontok Oriental: falado em Barlig, Província Montanha, no leste (vilas Barlig, Kadaklan, Lias). 6.170 falantes.
- Bontok Setentrional: falado em Sadanga, Província Montanha, no norte (vilas Anabel, Bekigan, Belwang, Betwagan, Demang, Sacasacan, Saclit, centro da Poblacion Sadanga). Há alguns falantes também na província Kalinga. 9.700 falantes.
- Bontok Meridional: falado no sul de Bontoc, Província Montanha, nas cidades Talubin, Bayyo,  Can-eo, 2.760 falantes.
- Bontok Sudoeste: falado também em Bontoc, nas vilas Alab, Balili, Gonogon, outras no vale do rio Chico, sudoeste da capital da municipalidade, al longo da rodovia Halsema, 2.470 falantes.

## Escrita
A língua Bontoc usa uma forma bastante simples do alfabeto latino, a qual não apresenta as letras J, Q, U, V, X, Z. Usa a forma Ch.

## Fonologia

### Consoantes
|                | Labial | Alveolar | Palatal | Velar | Glottal |
| -------------- | ------ | -------- | ------- | ----- | ------- |
| Nasal oclusiva | m      | n        |         | ŋ     |         |
| Plosiva        | p b    | t d      |         | k ɡ   | ʔ       |
| Fricativa      |        | s        |         |       |         |
| Rótica         |        | ɻ~ɺ      |         |       |         |
| Aproximante    |        |          | j       |       |         |

- O arquifonema /r/ tem [l], [ɻ], [ɺ] como seus allophones.[2] o alofone [l] ocorre no início de palavras, adjacente a /i/, como 2ª letra do grupo consonantal que consiste de uma coronal mais /r/, e como 2ª letra de qualquer grupo consonantal precedido por /i/. [ɻ] ocorre em livre variação com [l] no início de palavra, mas em outros casos em distribuição complementar com a mesma. [ɺ] ocorre em variação livre com [l] e [ɻ] no início de palavra, e com {IPAblink|ɻ}} em outros locais.
- As plosivas /t/, /ɡ/, /b/ e /d/ têm, respectivamente, [t̪] (representando consoante interdental), [kʰ], [f] e [t͡s] como seus alofones no início de sílaba. [2]
- A sonora oclusiva /b/ também tem [b̪] e [v] como seus alofones. [2] Ambos os alofones ocorrem como o primeiro membro de um alofone num Grupo consonantal geminado. Esses estão em variação livre.
- A aproximante /j/ tem um alofone: [ɥ]. [ɥ]  e ocorre após /o/.[2]

### Vogais
|         | Anterior | Posterior |
| ------- | -------- | --------- |
| Fechada | i        |           |
| Medial  | e        | o         |
| Aberta  | a        | a         |

/e/ torna-se um pouco centralizada [e̞] quando numa sílaba cujo final é /k/. Quando no núcleo da sílaba, /a/ e /o/ são levemente fechados e /i/ é aberto. 
Existem dois graus de tonicidade em Bontoc: primária e secundária. A primário é fonêmica e a secundára é previsível. Ambos tipos são orientados para a direita e ocorrem em uma das três últimas sílabas. Os efeitos da tonicidade incluem maior tom, volume mais alto e alongamento do núcleo silábico, embora todos estejam sujeitos a certas regras relativas à prosódia da palavra.

## Amostra de texto
| Inglês | Bontoc |
| --- | --- |
| Pai Nosso que estás no céu, santificado seja teu nome. venha o Teu reino, Teu será feito, na terra, como é no céu. Dá-nos neste dia nosso pão diário, e perdoe-nos nossas dévidas, como nós perdoamos nossos devedores. E nos guie fora da tentação, mas livra-nos do mal. | Ama id chaya machad-ayaw nan ngachanmo. Omali nan en-ap-apowam. Maangnen nan nemnemmo isnan lofong ay kag id chaya. Ichowam nan kanenmi isnan kawakawakas. Pakawanem nan fasolmi, tay pinakawanmi akhes nan finmasol ken chakami. Ad-im ogkhayen chakami isnan maawisanmi ay enfasol, mod-i ket isas alakam chakami isnan ngaag. |